# Thomás de Narváez
Thomás de Narváez fue un evangelizador franciscano nacido en Villanueva del Ariscal. Salió del convento de La Rábida para Cumaná en 1723. Sus cualidades y características físicas eran las siguientes: barbero cirujano, entrecano y trigueño. Aunque nació en Villanueva del Ariscal, lo incluimos en esta breve relación por haber residido en el convento de La Rábida, y estar por tanto avecindado en Palos, antes de su partida para las Indias. 